# 古厩智之
古厩 智之（ふるまや ともゆき、1968年11月14日 - ）は、日本の映画監督、テレビドラマ演出家。長野県塩尻市出身。長野県田川高等学校を経て、日本大学藝術学部卒業。C&Iエンタテインメント所属。
妻は女優・作家・映画監督の唯野未歩子。

## 略歴
大学在学中に撮った『灼熱のドッジボール』が、1992年ぴあフィルムフェスティバル (PFF) でグランプリ受賞を果たす。これでスカラシップ権を獲得し、1995年に『この窓は君のもの』で長編デビュー。同作で第35回日本映画監督協会新人賞を受賞。当時26歳であり、これは現在も同賞の最年少受賞である。1995年秋には塩尻市の塩尻東座で『この窓は君のもの』が自主上映され、地元紙にも大きく取り上げられるような成功を収めるとともに、自主上映会フロム・イースト（FROM EAST）発足のきっかけとなった。
2005年秋に広島の映像文化ライブラリーにて開催された、神酒大亮監督とのPFF関連のトークイベントで当時を振り返った古厩監督は、「映画監督になろうとも、就職しようとも考えてなかった」「もしグランプリを取らなかったら、絶対ニートになったかも」と告白している。『この窓は〜』は実家の長野から山梨を往復通勤しながらの撮影だったそうで、一人でやっていた自主映画とは違い、ベテランスタッフに囲まれた慣れない現場環境に加え、クランクイン直前のプロデューサー降板という混乱等も重なったことから、かなりのプレッシャーに陥り、｢現場が近付く度、お腹が痛くなった｣こともあったとのことである（前出のトークイベント）。そのため、一時期本人曰く「監督拒否症」となり、助監督をしたり、遊園地で2年バイトしたり、とりあえずシナリオもどきを書いて仙頭武則プロデューサーのもとへ甘えに行ったりの惰性的な日々を送り、2001年に長編第2作『まぶだち』を撮るまで、結局6年を要している。
2002年10月から放映された『ケータイ刑事 銭形愛』を機にTVドラマも手がけ始め、『ケータイ刑事 銭形シリーズ』には全て関わっている。シリーズ歴代監督が本人役で一斉に大集合した『ケータイ刑事 銭形零 2ndシリーズ』第6話「演技が出来ずして演出が出来るか! 〜連続監督殺人事件〜」に出演した時は、殺人事件の被害者役だった。 また、『BSアニメ夜話』（NHK-BS2）にもゲストとしてたびたび登場している。
2005年の『さよならみどりちゃん』で第27回ナント三大陸映画祭銀の気球賞（準グランプリ）を受賞した。

## 人物
- 『灼熱のドッジボール』『この窓は君のもの』両作品でヒロイン役を演じた清水優雅子は、古厩監督の当時の交際相手であった。だが、『灼熱の〜』撮影後に別れたため、『この窓は〜』はやはり、複雑な心境を抱えながらの撮影だったという。
- 里帰り中に家族と隣市の松本市美術館に来館。開催されていた展覧会「メアリー・ブレア原画展」で偶然に節目である入場1万人目となり地元のテレビや新聞に囲まれた[3]。

## 映像作品

### 映画
- 捨て子の捨吉
- 鉄と鋼
- 灼熱のドッジボール（1992年）（ぴあフィルムフェスティバル グランプリ）
- 走るぜ（1993年）
- この窓は君のもの（1995年）（第35回日本映画監督協会新人賞）[4]
- Indies.B ボクサーと凧（1999年）
- まぶだち（2001年）（2001年ロッテルダム国際映画祭タイガーアワードグランプリ&国際批評家連盟賞、芸術選奨新人賞）
- ロボコン（2003年）
- さよならみどりちゃん（2005年）（第27回ナント三大陸映画祭主演女優賞&銀の気球賞（準グランプリ））
- 奈緒子（2008年）
- ホームレス中学生（2008年）
- 武士道シックスティーン（2010年）
- 「また、必ず会おう」と誰もが言った。（2013年）
- 無花果の森（2014年）
- キリング・カリキュラム〜人狼処刑ゲーム 序章〜（2015年）
- サクらんぼの恋（2018年）
- のぼる小寺さん（2020年）
- パティシエさんとお嬢さん（2022年）
- PLAY!〜勝つとか負けるとかは、どーでもよくて〜（2024年）

### テレビドラマ
- ケータイ刑事 銭形愛（2002年 - 2003年、BS-i）
- ケータイ刑事 銭形舞（2003年、BS-i）
- 恋する日曜日 「丘を越えて 〜Mayde Tomorrow」、「ゆらゆら 〜バカンスはいつも雨」（2003年、BS-i）
- ケータイ刑事 銭形泪（2004年、BS-i） - 1stシーズンのみ
- さそり 阿修羅編（2004年、BS-i）
- 68FILMS東京少女 「それっきりだった」、「原っぱ」（2004年、BS-i・BSフジ）
- 68FILMS美少年Hi! 「恋する梅干し」（2004年、BS-i・BSフジ）
- ケータイ刑事 銭形零（2004年 - 2005年、BS-i）
- スパイ道 「変型」（2005年、BS-i）
- 劇団演技者。 ｢家が遠い｣（2005年、フジテレビ）
- 文學の唄 恋する日曜日  ｢晩菊」（2005年、BS-i）
- ケータイ刑事 銭形雷（2006年、BS-i）
- 恋する日曜日 ニュータイプ 「一人ぼっちの魔女」（2006年、BS-i）
- 神様からひと言（2006年、WOWOW）
- 恋する日曜日 第3シリーズ 「近くて遠い恋」、「お引越し」（2007年、BS-i）
- ケータイ刑事 銭形海（2007年 - 2008年、BS-i） - 2nd&3rdシーズン
- 東京少女 セピア編 「さよなら少女」（2008年、BS-i）
- 東京少女 大政絢 「エチュード "秘密"」（2008年、BS-i）
- 東京少女 真野恵里菜 「やさしい拳」（2009年、BS-i）
- ケータイ刑事 銭形命（2009年、BS-TBS）
- ブカツ道 「桜の園」「しあわせの味」（2010年 、WOWOW）
- MM9-MONSTER MAGNITUDE-　第1、2、11話（2010年 、毎日放送）
- モリのアサガオ 第5、8話（2010年、テレビ東京）
- ケータイ刑事 銭形結（2010年 - 2011年、BS-TBS）
- 宮部みゆきスペシャル 魔術はささやく（2011年、フジテレビ）
- カレ、夫、男友達（2011年、NHK）
- つるかめ助産院〜南の島から〜（2012年、NHK）
- 配達されたい私たち（2013年、WOWOW）
- 鉄子の育て方（2014年、メ〜テレ）
- 誤断 第3、4話（2015年、WOWOW）
- 徳山大五郎を誰が殺したか? 第3、7、10、11話（2016年、テレビ東京）
- 警視庁 ナシゴレン課 第1、2、7話（2016年、テレビ朝日）
- 銀と金（2017年、テレビ東京）
- サチのお寺ごはん（2017年、メ〜テレ）
- ぼくは愛を証明しようと思う（2018年、テレビ朝日）
- マイラブ・マイベイカー（2020年、メ〜テレ、関西テレビ、テレビ神奈川）
- もしも、イケメンだけの高校があったら（2022年、テレビ朝日）
- パティシエさんとお嬢さん（2022年、テレビ神奈川）
- 昭和歌謡ミュージカル また逢う日まで（2022年、NHK BSプレミアム）

### ネット配信ドラマ
- &美少女〜NEXT GIRL meets Tokyo〜（2017年、FOD）

### WEBドラマ
- ひとつの家族と大京グループが織りなす50年の物語（2014年 - 2015年、大京グループ）
- 「キットカット」受験生応援ショートフィルム「ふたりのきっと」（2015年、ネスレ）[5]

### 舞台
- 即興劇 高橋さん家と新垣さん家（2010年10月25日 - 29日、青山円形劇場）
- ケータイ刑事 銭形結・舞台版～初恋は死の香り!〜愛はかげろうのように殺人事件～（2010年12月28日 - 30日、本多劇場）

## 著書
- 青春ロボコン〜「理数系の甲子園」を映画にする〜 （2004年1月23日、岩波ジュニア新書）